# 納撒尼爾·塔馬哈洛
納撒尼爾·塔馬哈洛（1994年6月4日—）是一名美屬薩摩亞摔跤運動員，曾代表國家參加2012年倫敦奧運的男子自由式96公斤級比賽，並未獲得獎牌。